# Neomuscina stabilis
Neomuscina stabilis är en tvåvingeart som först beskrevs av Stein 1911.  Neomuscina stabilis ingår i släktet Neomuscina och familjen husflugor.
Artens utbredningsområde är Peru. Inga underarter finns listade i Catalogue of Life.